# Quentin Westberg
Quentin Westberg (25 d'abril de 1986 a Suresnes - Hauts-de-Seine) és un futbolista franco-americà. Actualment juga al Troyes AC a la Ligue2 francesa.
Westberg va estudiar a l'acadèmia Clairefontaine. Malgrat que va néixer a França, va començar jugant en equips juvenils americans, participant en el 2005 a la Copa Mundial de Futbol Sub-20 als Països Baixos, a causa de la seva ascendència parcialment americana.
Quentin feu el debut en un equip el 21 d'octubre del 2006, substituint al lesionat Ronan Le Crom.
A la temporada 2007/2008, Westberg va portar el dorsal número 1 del Troyes. A l'hivern del 2008, el Dender EH, de la Primera Divisió de Bèlgica, va manifestar el seu interès a tenir-lo com a jugador de manera permanent, però ja que el Troyes AC no el volia deixar, no es feu el traspàs.
Al maig del 2008, Westberg fou convocat pel Torneig Esperances de Toló